# Kostel svatého Mikuláše (Lúčky)
Kostel svatého Mikuláše je jednolodní pozdně gotický kostel situovaný v obci Lúčky. Je významný tím, že patří k nejkrásnějším vesnickým kostelům, které si zachovaly svůj původní vzhled až dodnes.

## Poloha
Kostel se nachází ve středu opevněného areálu v centru obce Lúčky nedaleko hornického města Kremnica v okrese Žiar nad Hronom. Lze ho najít jižně od obecního úřadu, v obklopení jiných sakrálních památek jako je Kaple Panny Marie nebo evangelický kostel, původně klasicistní, postavený v roce 1823, který byl opraven a zmodernizován přesně o století později, je v současnosti nefunkční. V areálu opevnění kostela se nachází také hřbitov.

## Historie

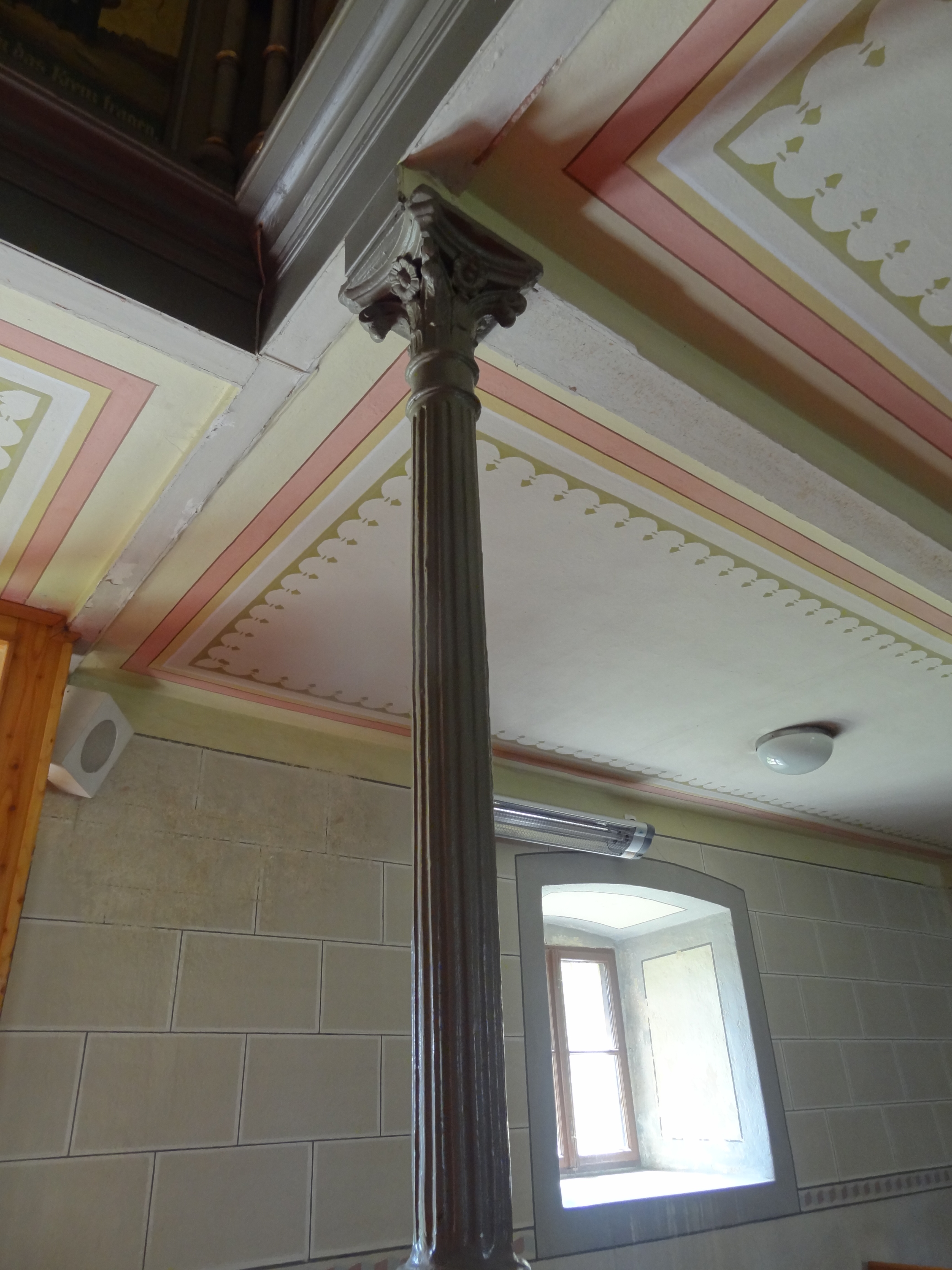
Litinové sloupy

Římskokatolický kostel byl postaven v roce 1478, v jiných pramenech se zmiňuje i rok 1540 a to kvůli tomu, že hlavní loď byla dostavěna až v tomto roce. V 16. a 17. století patřil protestantské církvi, v roce 1708 byl vrácen zpět římskokatolické církvi. Tento kostel byl několikrát rekonstruován. Nejrozsáhlejší opravy se konaly v letech 1912 a 1935. Celková obnova fasády a pokrytí dřevěným šindelem se datuje do roku 1766. Po předání a odvezení tří oltářů do Budapešti, nastala v roce 1912 velká rekonstrukce, při které byl rozebrán nevyhovující dřevěný kůr a nahrazen novým železobetonovým s podepřením prostřednictvím litinových sloupů. Dále byla vytvořena betonová podlaha a na dřevěné zábradlí chóru byly namalovány jednotlivé výjevy z Křížové cesty.
Od roku 1925 byla střecha kostela pokryta eternitovou krytinou. V 30. letech 20. století byl kompletně vymalován interiér, opravena fasáda kostela a vyměněna šindelová střecha na věži. Částečné malování interiéru probíhalo i v roce 1973, kdy zároveň došlo k výměně dřevěných lavic. V 80. letech byla odstraněna nevhodná novodobá přístavba předsíně. V letech 1993–1997 se realizovala velká rekonstrukce, v níž byla věž pokryta měděným plechem a na stěnách kostela a věže byla obnovena vnější omítka a proveden vnější nátěr. Dále také byla opravena střecha a následně pokryta dřevěnými šindeli. Od roku 2013 probíhala další rekonstrukce a v současnosti si lze všimnout odkazu na dveřích kostela ohledně sbírky.

## Stavba

### Exteriér
Jde o jednolodní stavbu s polygonálním presbytářem a malou sakristií. Podélná osa kostela je orientována směrem západ-východ, přičemž na východě je umístěn oltář a na západě věž se zvonicí. Kostel se vyznačuje dvěma vstupy – portály s lomenými oblouky, a to hlavním jižním a vedlejším západním. Celková délka spolu s věží dosahuje 24 m, šířka ve středu je 10,2 m. Výška klenby je 8,5 m, zatímco výška věže je uváděna jako 26 m. Vnější část podpírají třístupňové opěrné pilíře se stříškami.

### Interiér

#### Presbytář

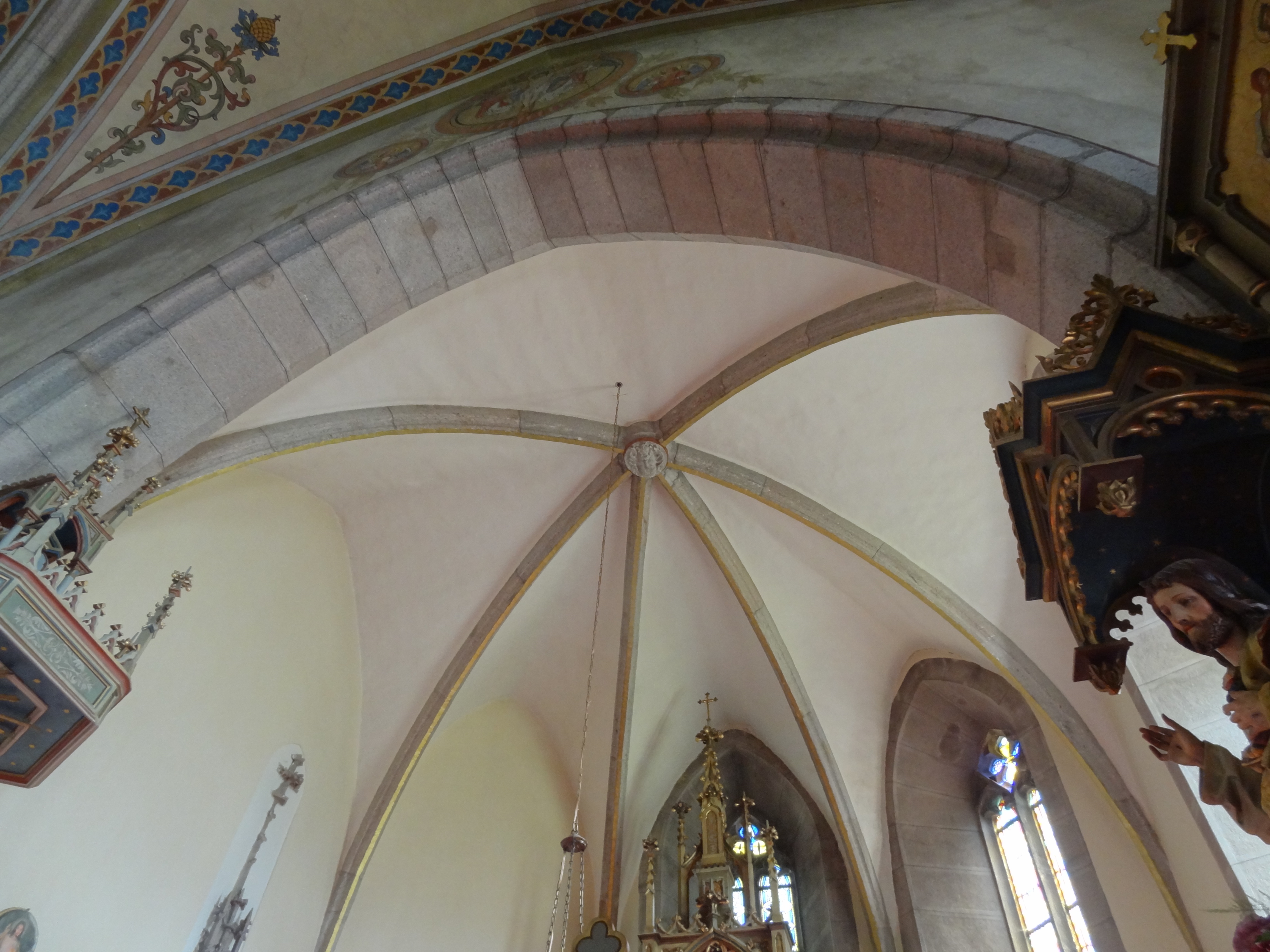
Žebrová paprsková klenba

Oltářní část nebo presbytář je dlouhý 6 m a široký 7,7 m. Je zakončen polygonálním uzávěrem rozděleným žebrovou paprskovitě klenbou na 5 částí s centrálním svorníkem s reliéfem obličeje Ježíše Krista. Přičemž tři stěny z jižní strany zabírají velké gotické vitrážové dvojitá okna s lomenými oblouky, kamenným ostěním, středním prutem, třílistou zakončením a kružbami rozdílného vzoru.

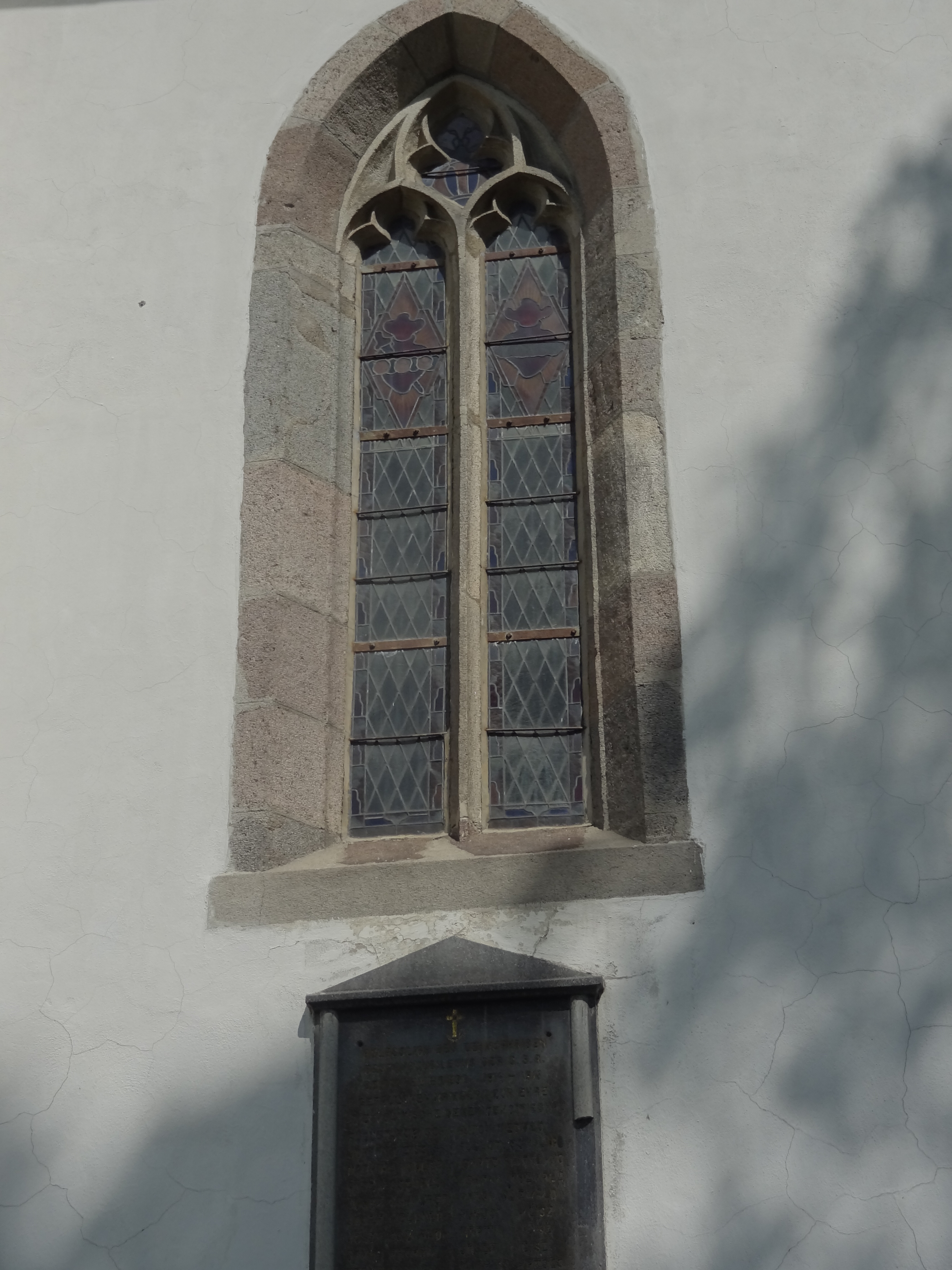
Okno s vitrážemi

V páté nejsevernější části zdi svatyně lze vidět sedlový portál, kterým se vstupuje do maličké sakristie, a také napravo od ní i hodnotné gotické výklenkové pastoforium na způsob věžičky vysoké 3,5 m, které zdobí nástavba ve tvaru prutů a fiál z konce 15. stol. V centru presbytáře najdeme novogotický Mikulášský oltář vybudovaný po velké rekonstrukci z roku 1912.

#### Loď a věž
Bočním západním portálem se vstupuje do podvěží, kde se konaly a stále i konají rozloučení se zesnulými. Stejně se touto místností prostřednictvím úzkého kamenného točitého schodiště dostaneme do věže, ve které jsou dvoje dveře, jedny vedoucí do podkroví a ty druhé se sedlovým portálem vedoucí do zapuštěné empory a dále na chór. Rovněž jsou v ní tři lana. Dva pro velké zvony a jeden pro umíráček. Představená věž, která má čtvercový půdorys, je podklenutá lunetovou valenou klenbou, zatímco loď má křížovou žebrovou klenbu a sakristie jednoduchou valenou klenbu. V kostele lze nalézt celkem tři kamenné svorníky, dva v lodi a jeden v kapli. Ve východní části lodi je svorník s florálním motivem a v západní s datováním neogotických úprav z roku 1931. Typická gotická okna s lomenými oblouky a třílistým zakončením se kromě presbytáře nacházejí i v jižní zdi hlavní lodi, ale ve zmenšené verzi. V kostele také lze najít Volný obraz Madony z barokního období restaurován G. Viszem v roce 1853, a také gotický kalich z roku 1511.

## Oltáře
Kostelík se dostal do pozornosti odborníků díky jednomu z nejvýznamnějších křídlových oltářů poslední čtvrtiny 15. stol., A to pozdně gotický oltář sv. Mikuláše z Bari. Naneštěstí tento ani další dva oltáře (Oltář Panny Marie a Svaté Doroty a pašijové oltář) spojené s tímto kostelem zde už nenajdeme, protože při příležitosti oslav tisíciletí Uherského království v roce 1896 byla nejhodnotnější umělecká díla z celého Uherska vykoupena a umístěna do nově založené budapešťské Národní galerie.

### Oltář sv. Mikuláše z Bari
Původní hlavní oltář kostela byl banskobystrickou diecézí v roce 1876 hodnocen jako umělecky nejhodnotnější oltář z těch, které se v kostelíku nacházely. Jeho vznik se datuje do období kolem 1470–1480. Jelikož mluvíme o křídlovém oltáři, tak sestává ze střední pevné části, a dvou krajních s možností otáčení. Výška oltáře je 153 cm a jeho největší možná šířka (při rozevření křídlových částí) je 390 cm. Nejvýraznější a nejstarší částí oltáře je plastika sv. Mikuláše z Bari, ochránce kostela sv. Mikuláše. Autorství se připisuje Mistrovi figur z hlavního oltáře v Hronském Beňadiku, který na její sestrojení použil lipové dřevo. Vyřezávaná socha, která je výrazně pomalovaná, dosahuje výšky oltáře a je situována do středu oltáře v nice. Ve střední části oltáře lze nalézt také dalších šest namalovaných stojících figur svatých, které obklopují sochu patrona. Jde o malbu svatého Petra (vlevo – 153×37,5 cm), svatého Erasma (vlevo nahoře – 71,5×13 cm), papeže (vlevo dole – 79×11,5 cm), svatého Ulricha (vpravo nahoře – 71×12,8 cm), svatého Wolfganga (vpravo dole – 78×11 cm) a svatého Pavla (vpravo – 159×39 cm). Boční tabule se kvůli velikosti oltáře nevešly do svatyně a proto byly zavěšeny na stěnách. Jejich šířka je 98 cm a obsahují celkem 10 maleb, po jedné z vnější strany a po čtyřech z vnitřní, které zobrazují legendy ze života sv. Mikuláše. Na přední straně pravého křídla lze vidět Ukřižování Krista, zatímco na levé je zobrazen Kristus na hoře Olivetské. Na vnitřní straně se nacházejí malby zobrazující příběhy jako „sv. Mikuláš obdarovává tři dívky“, „sv. Mikuláš utišuje rozbouřené jezero“, „falešná přísaha před soudcem“, „zázrak zlata ukrytého v obchodě“, „zloději okradli Žida, ten v zlosti zničil obraz světce“, „sv. Mikuláš přikazuje zlodějům vrátit poklad“, „sv. Mikuláš zachraňuje tří nevinných mládenců před stětím" a „smrt sv. Mikuláše“.

### Oltář Panny Marie a svaté Doroty
Jde o boční oltář, který vznikl stejně jako oltář sv. Mikuláše mezi lety 1470 a 1480. Je široký 165 cm a vysoký 125 cm. Některé části jako oltářní predella nebo štít se nedochovaly. Ve střední pevné části se nacházejí novodobé sochy Panny Marie s Jezulátkem na levé straně a svaté Doroty na pravé straně; jsou vyrobeny z lipového dřeva. Baldachýn ve skříni je vytvořen dvěma oblouky ve tvaru oslího hřbetu. Na křídlových malovaných částech lze vidět z vnitřní strany po dvou malbách nad sebou, které zobrazují po dvou světcích a dvou světicích. Na levé straně sv. Petra se sv. biskupy a knihou a sv. Bartoloměje se sv. Jana Evangelistou a na pravé sv. Barboru s sv. Alžbětou a sv. Markétu se sv. Apolenou. Z vnější části jsou zde dvě menší malby, a to polopostava Krista a polopostava světce, které se nacházejí nad většími malbami, jako jsou Anděl a Panna Marie ze scény zvěstování Panny Marie. Tento oltář stál pravděpodobně na místě dnešního mariánského oltáře.

### Pašijový oltář
Rozměry tohoto oltáře jsou 100 cm na výšku a 165 cm na šířku, což říká, že jde o nejmenší z těchto tří oltářů. Kromě předěly a štítu se v tomto nezachovalo ani levé přední křídlo. Stejně jako u předchozích dvou i tento obsahuje ve střední části reliéf z lipového dřeva avšak bohatě pozlacený a zobrazující Oplakávání Krista (ukládání do hrobu). Vedle piety lze zpozorovat dalších 6 postav, které se dělí o bolest s matkou Ukřižovaného. 6 dochovaných malovaných obrazů na vnější straně a čtyři na vnitřní dokumentují celou křížovou cestu až po ukřižování a zmrtvýchvstání. Jde o obrazy jako Krista svlékají ze šatů, Zmrtvýchvstání Krista, Nesení kříže a Oplakávání Krista na vnitřní straně a Kristus na Hoře Olivetské, Korunování trním, zajetí Krista, Bičování, Kristus před Pilátem a Ecce homo na vnější. Tento oltář byl pravděpodobně umístěn na místě při kanclu.

### Současný oltář

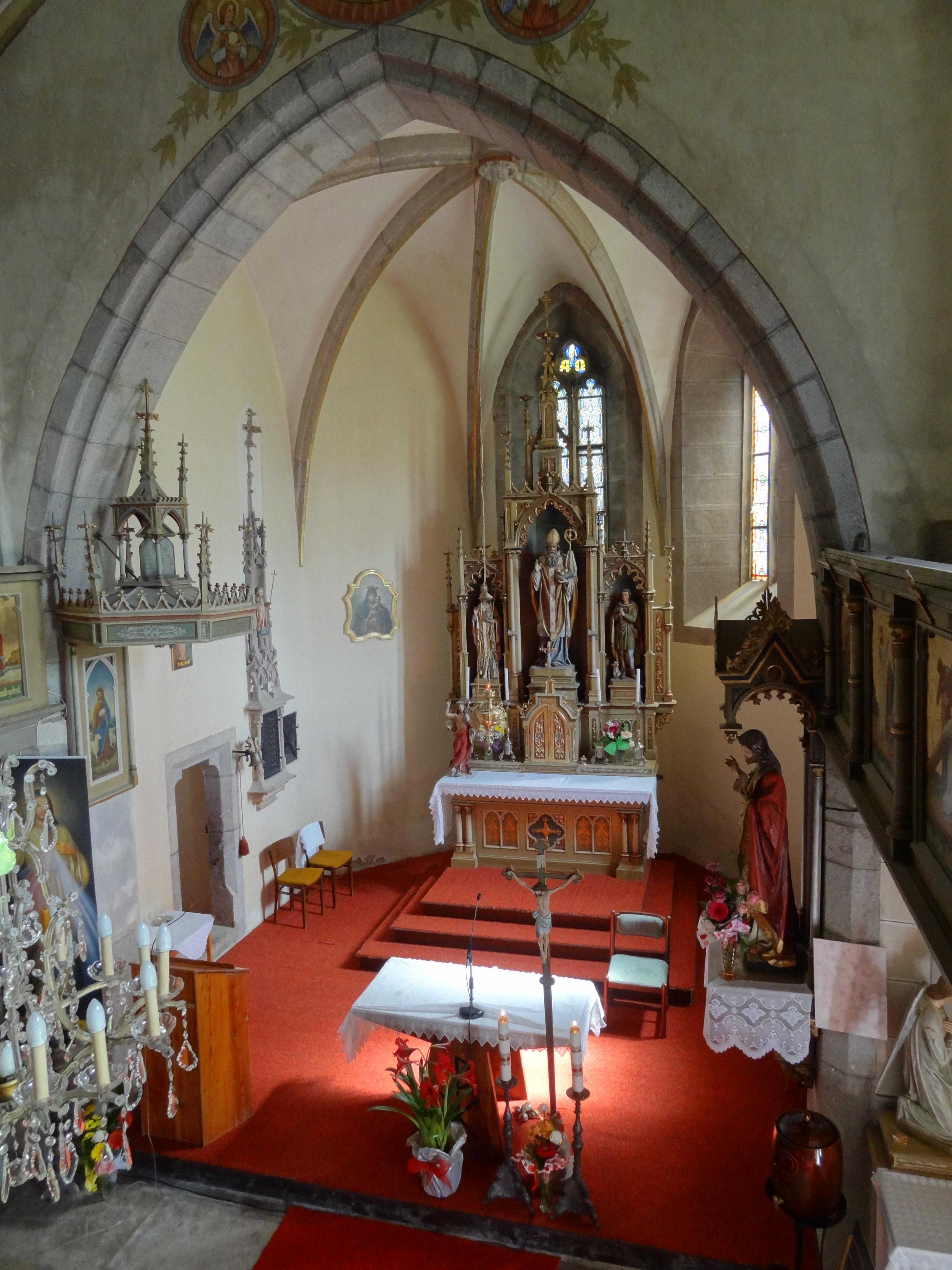
Mariánský oltář

Současný novogotický oltář tvoří tři výklenky s gotickými lomenými oblouky, ve kterých jsou umístěny polychromované pozlacené postavy světců. V centrální části je umístěna největší figura a to patrona kostela sv. Mikuláše z Bari. Vedle jeho biskupských insignií v levé ruce drží modlitební knížku, na které je zlatý měšec a tři zlatá jablka jako znázornění jeho spořivosti a ochoty pomoci chudým. V levé prohlubni je znázorněn papež Klement se želízkem a kladívkem (ochránce horníků a sv. Mučedník) a v pravé prohlubni lze vidět sv. Vendelína se sedící ovečkou při pravé noze, která ho představuje jako patrona zemědělců a pastevců.

## Křtitelnice
V kostele se nacházejí dvě kamenné křtitelnice. Jedna pozdně z poloviny 13. stol. A druhá pozdně z dob kolem roku 1500, která byla původně umístěna v malé přístavbě před hlavním jižním vchodem.

## Kaple Panny Marie

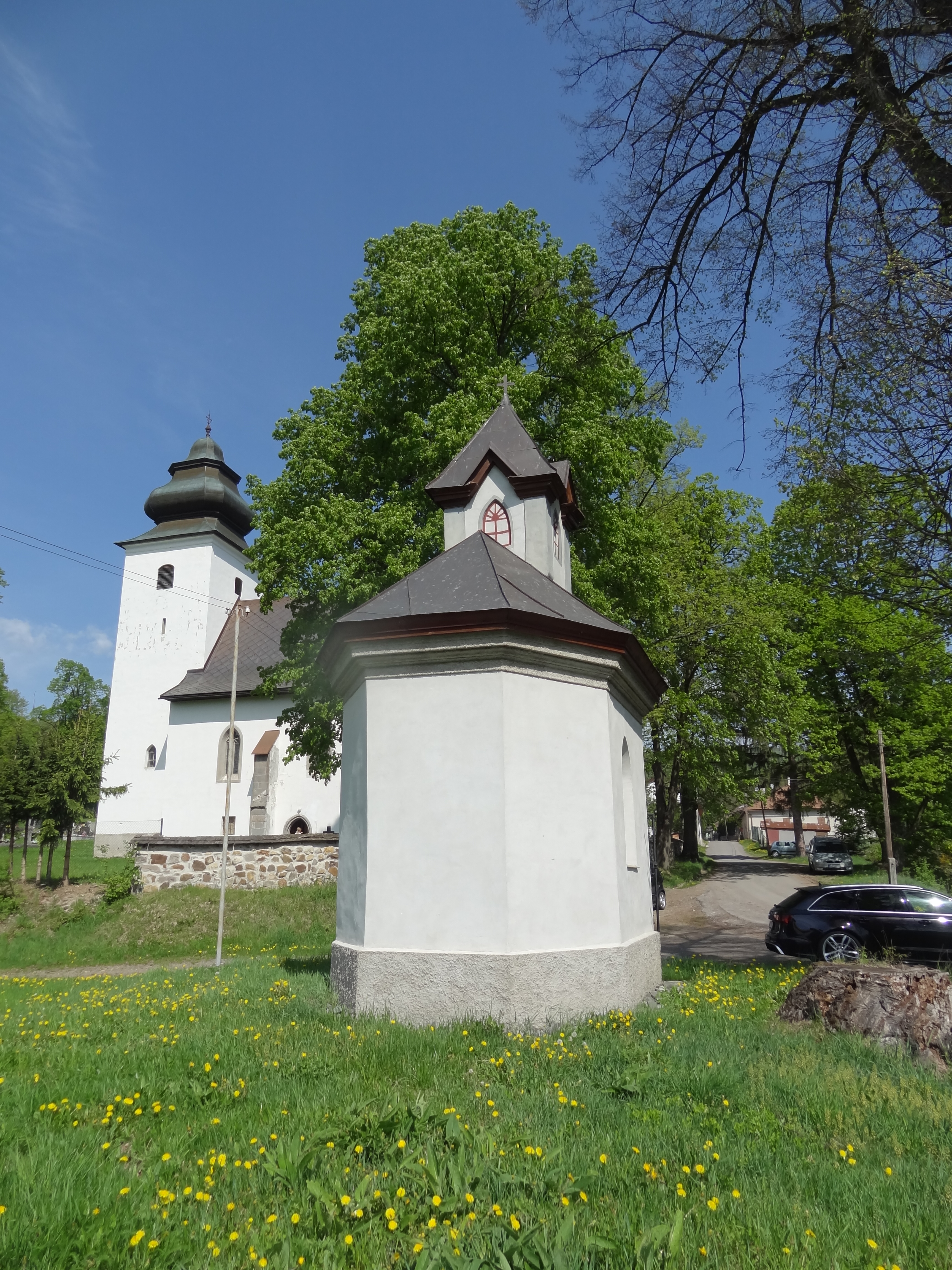
Kaple Panny Marie

Neogotická kaple, situovaná jižně od kostela sv. Mikuláše a zasvěcená patronce Slovenska Panně Marii, byla postavena před 200 lety. Původně se v ní nacházela socha Piety, ale ta byla později ukradena. Díky obyvatelům obce byla před pár lety rekonstruována a 15.9. 2009 se konalo vysvěcení již obnovené kaple. Přesně o rok se uskutečnilo další vysvěcení, a to dřevěné sochy Sedmibolestné Panny Marie, jejímž autorem je známý řezbář a sochař z Liptova Miroslav Trnovsko. Právě jemu se podařilo mistrně propojit umělecké pojetí sochy s tématem bolestného utrpení Boží rodičky, a tím splnit přání obyvatel obce mít sochu, která by se stala symbolem ochrany a mariánské tradice.

## Galerie

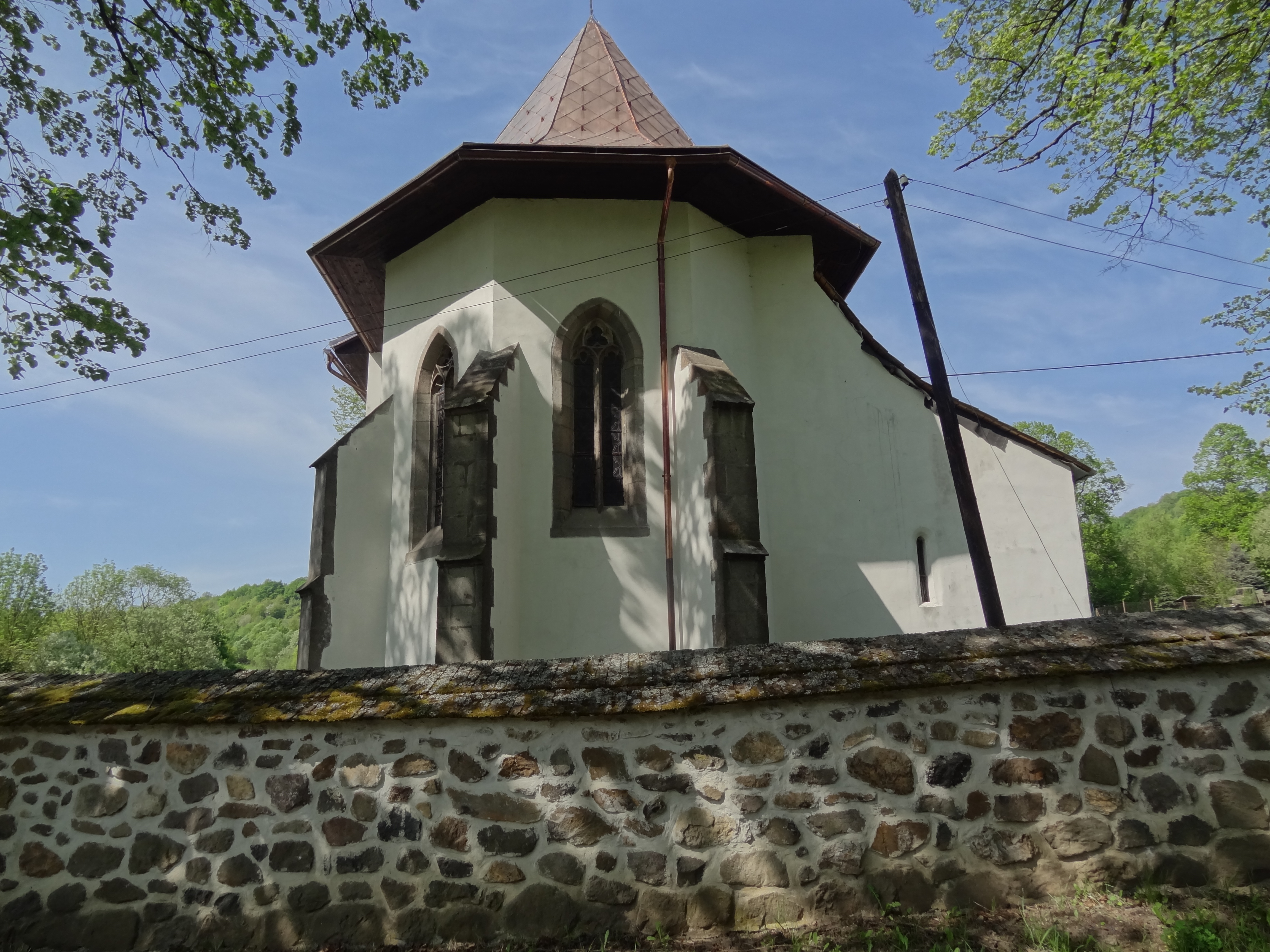
Kostol svatého Mikuláše – Lúčky
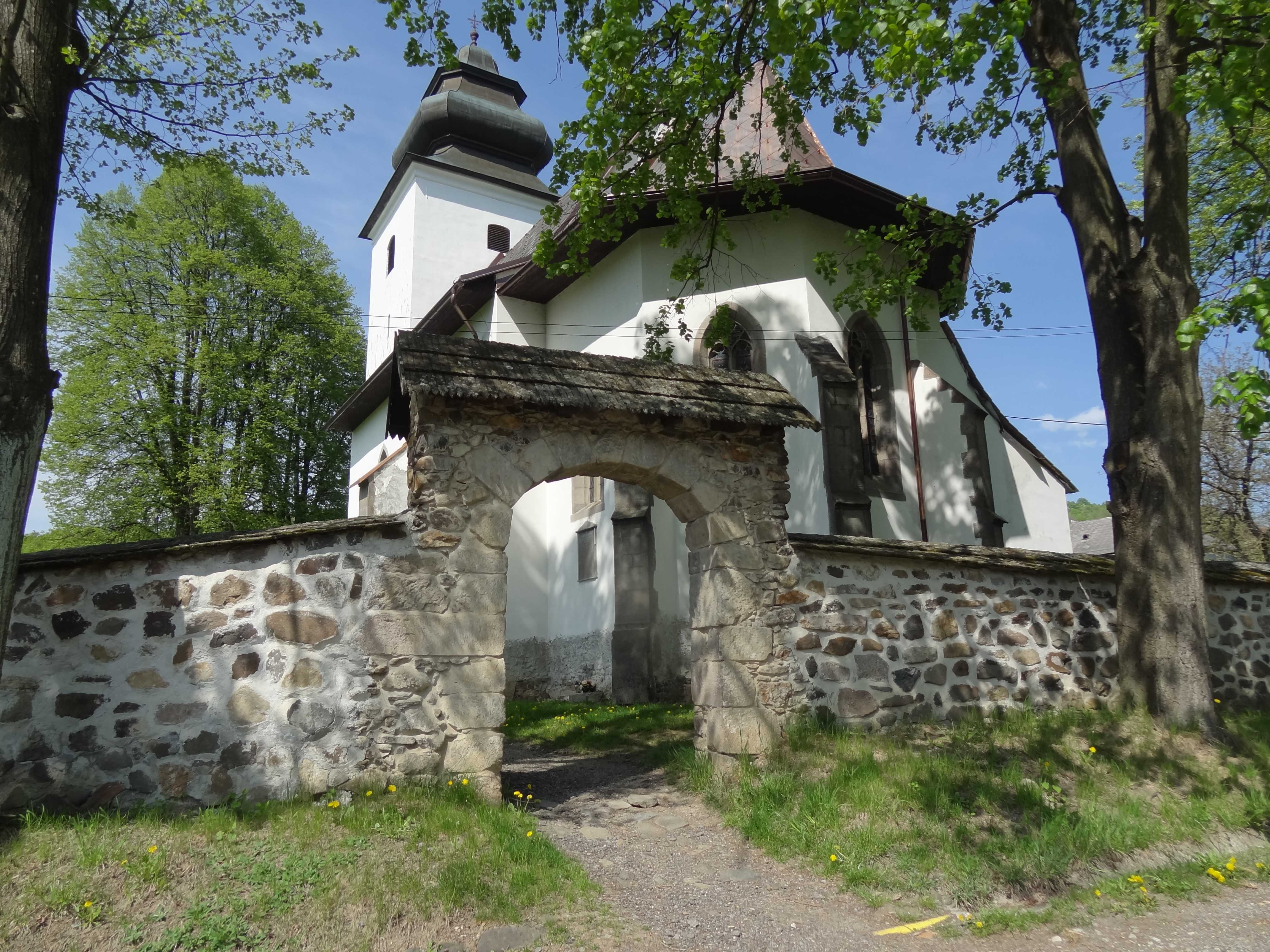
Pohled na bránu opevnění
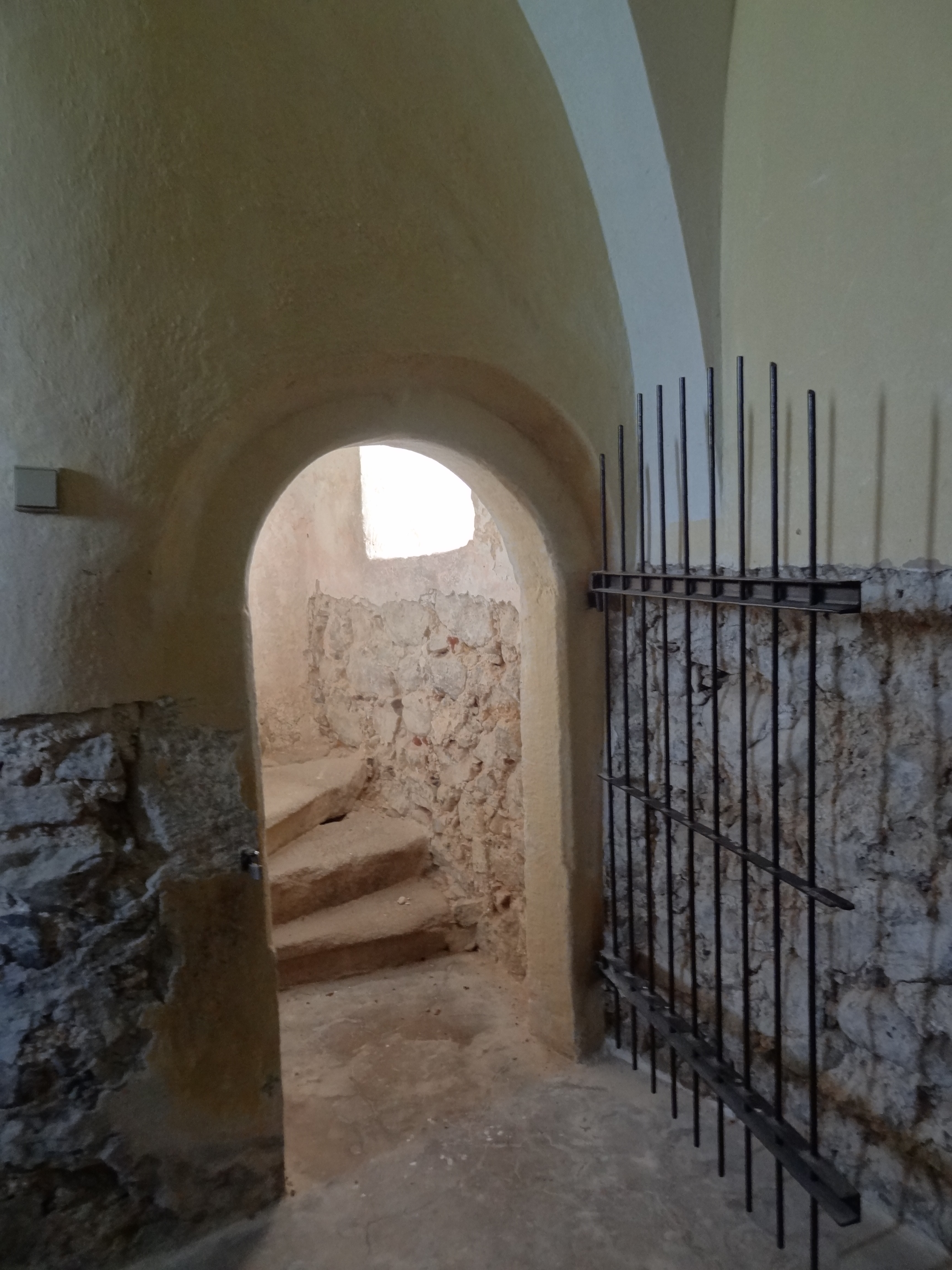
Vstup na točité schodiště ve věži
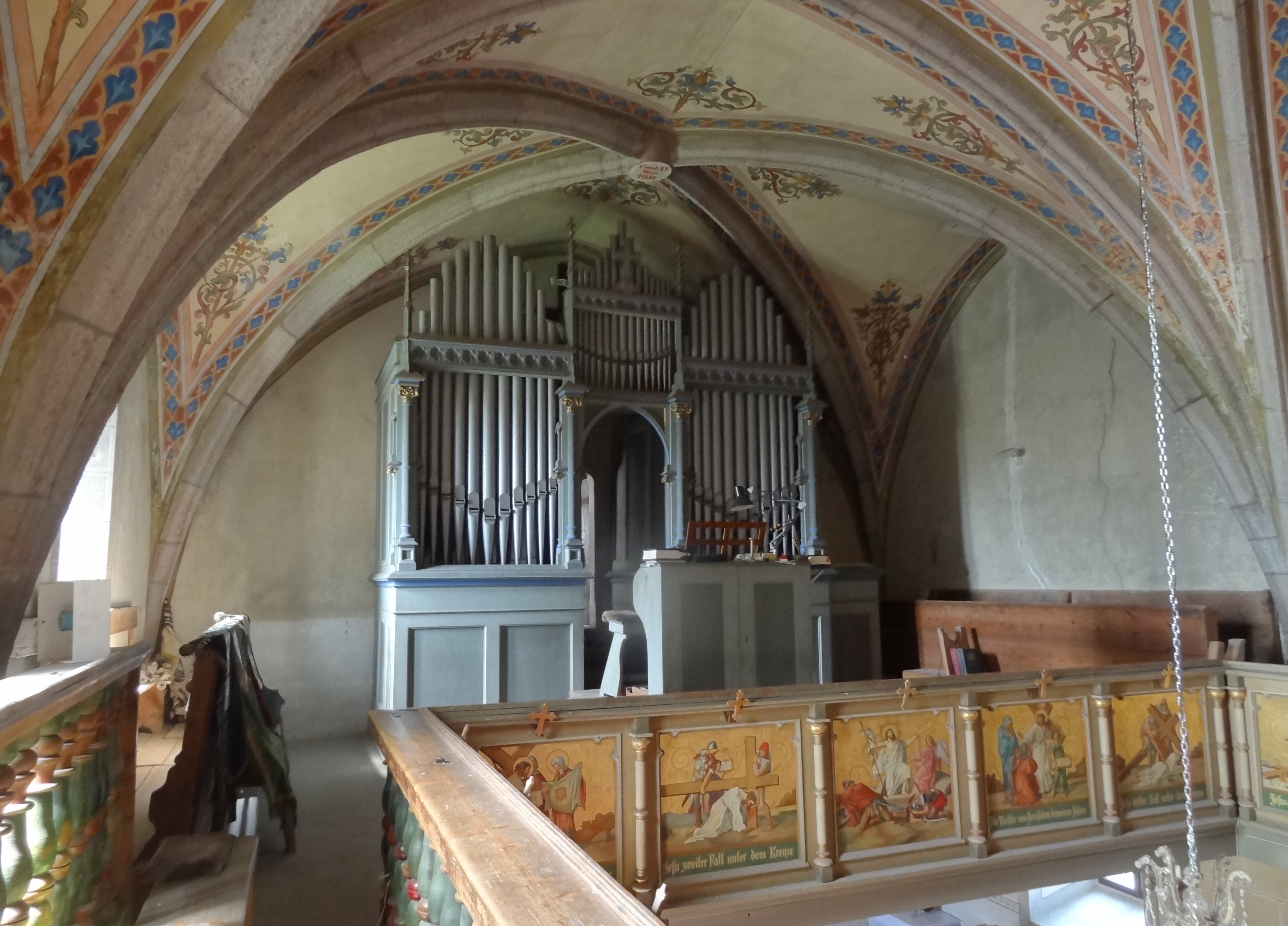
Chór
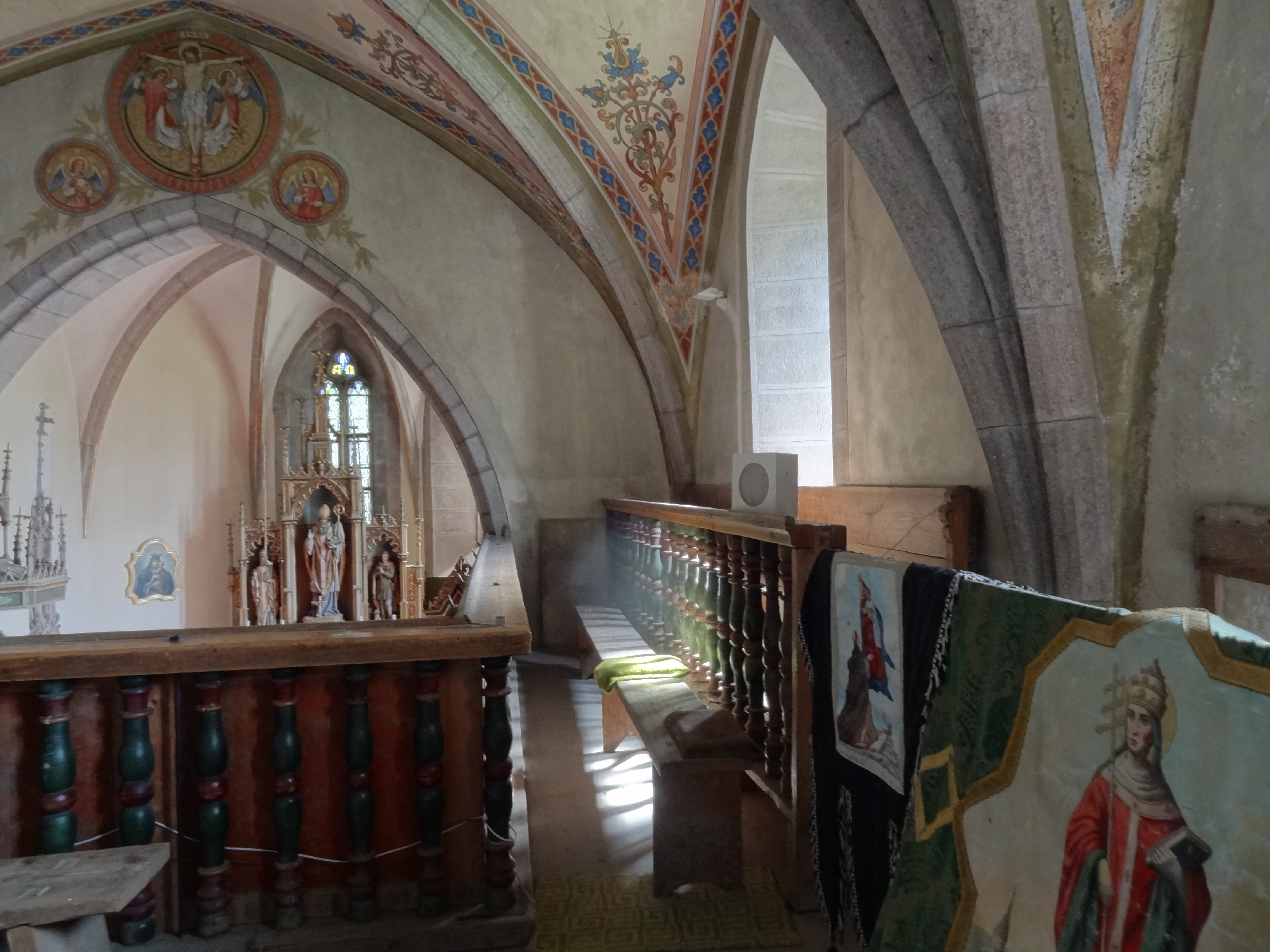
Empora
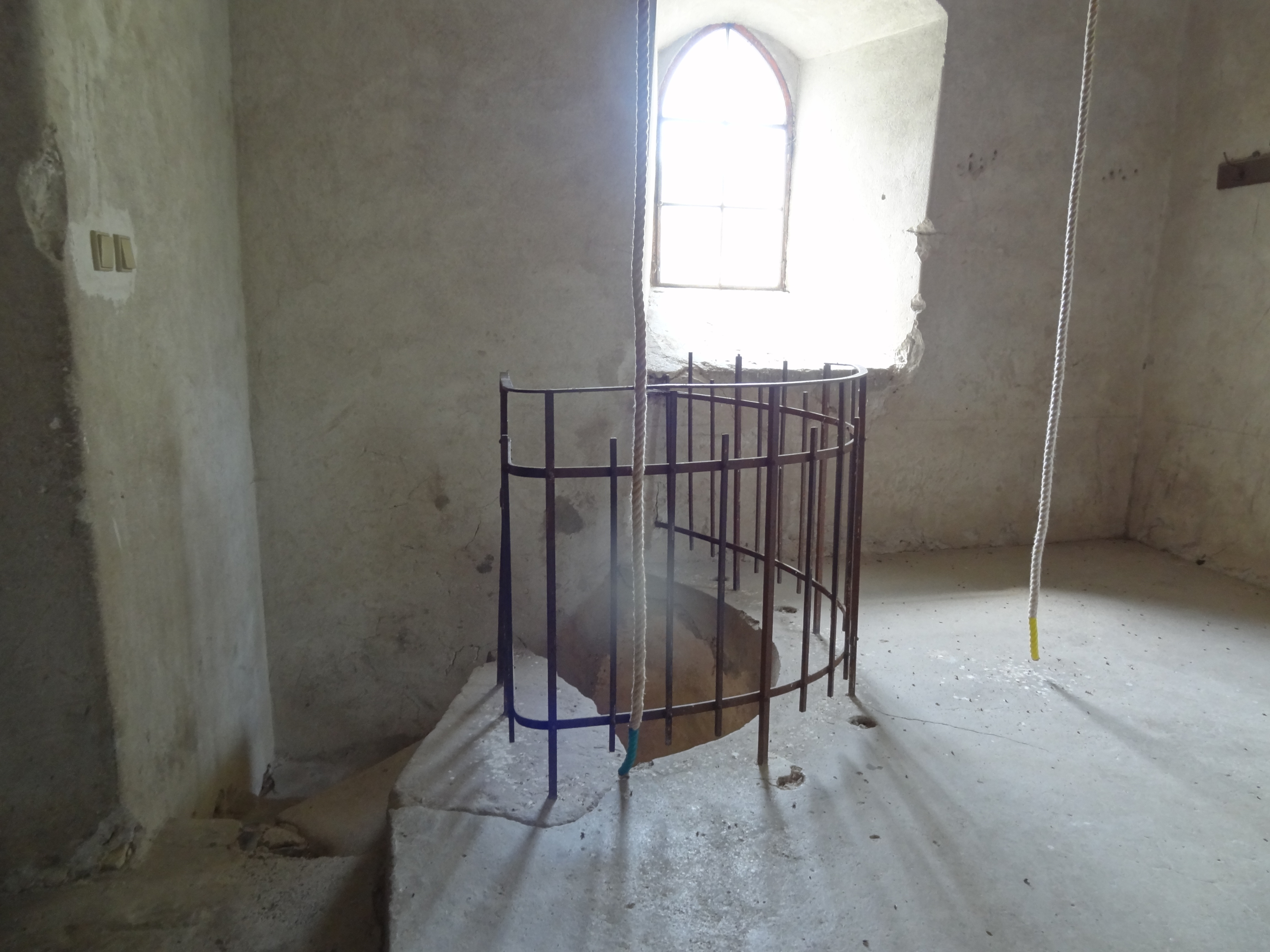
Věž
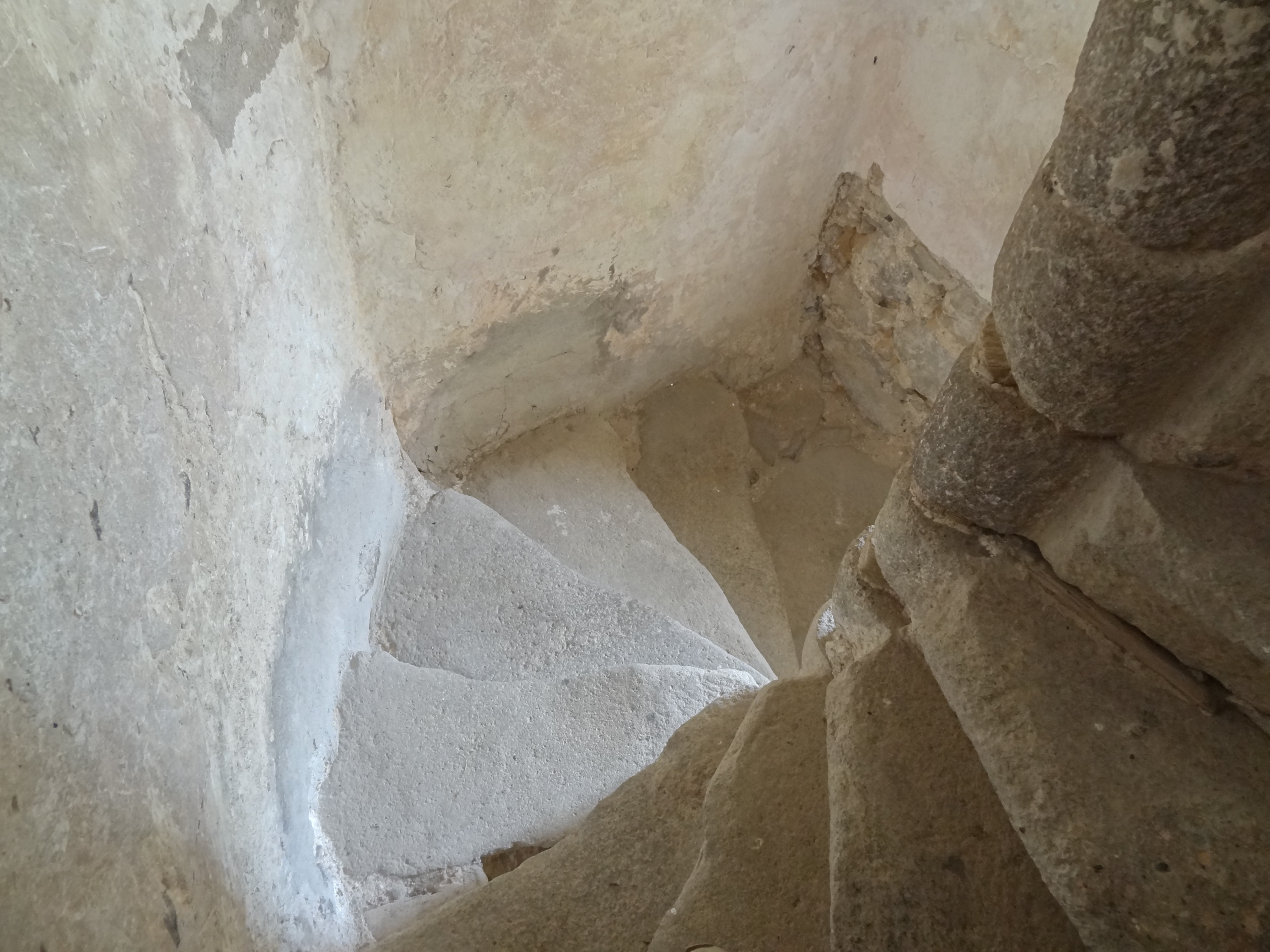
Točité schody ve věži
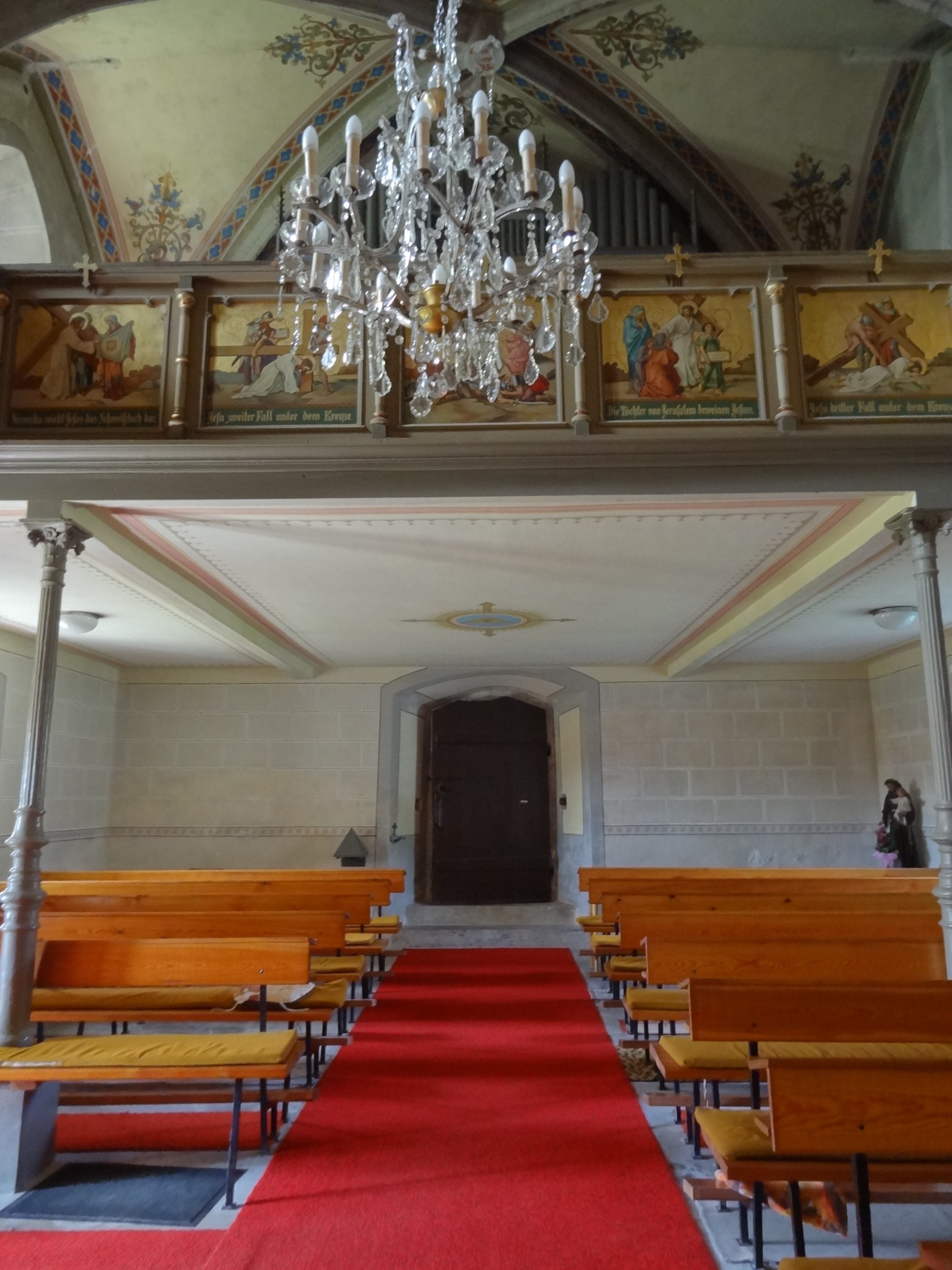
Vstup do věže a chór
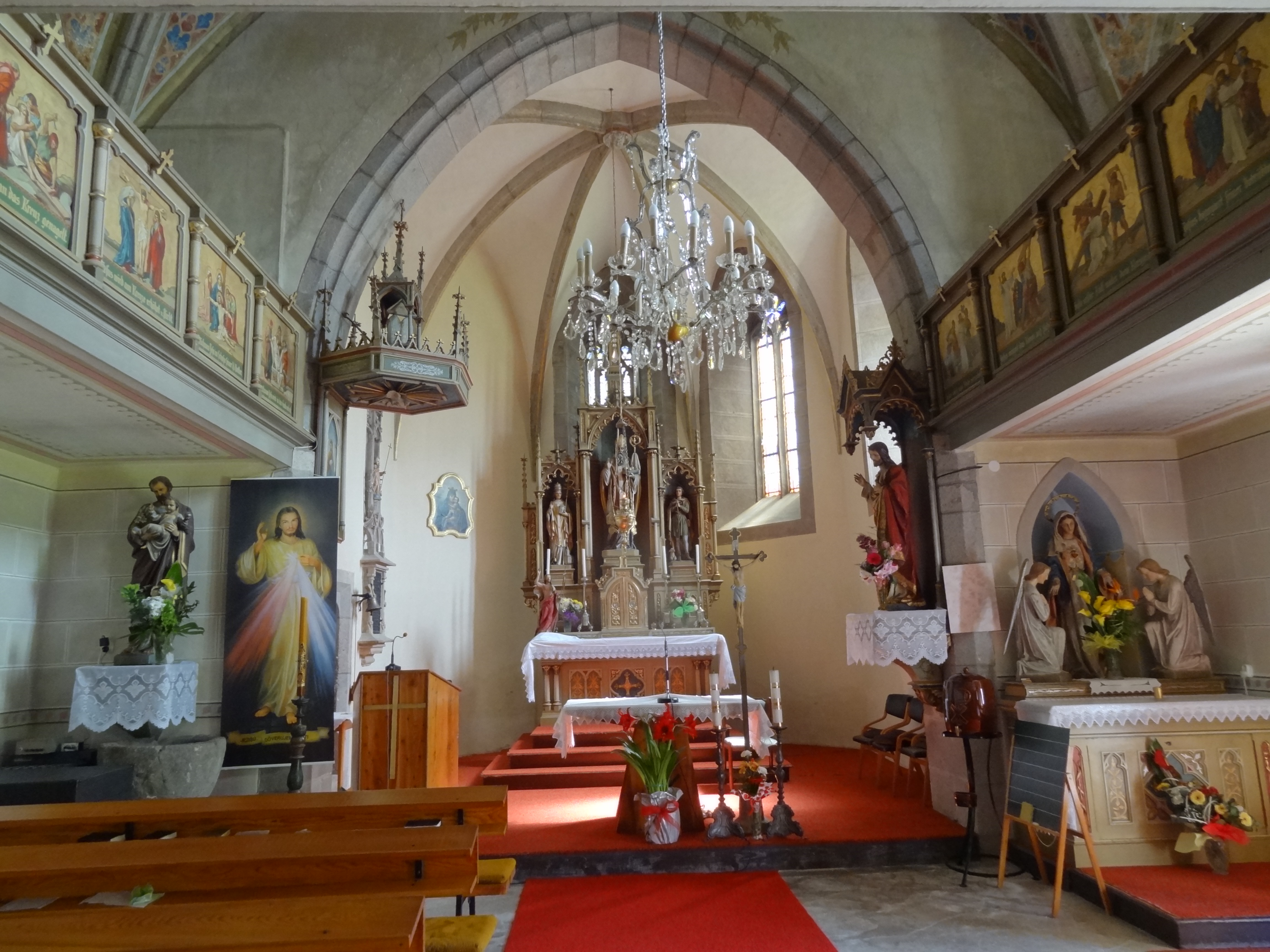
Presbyterium
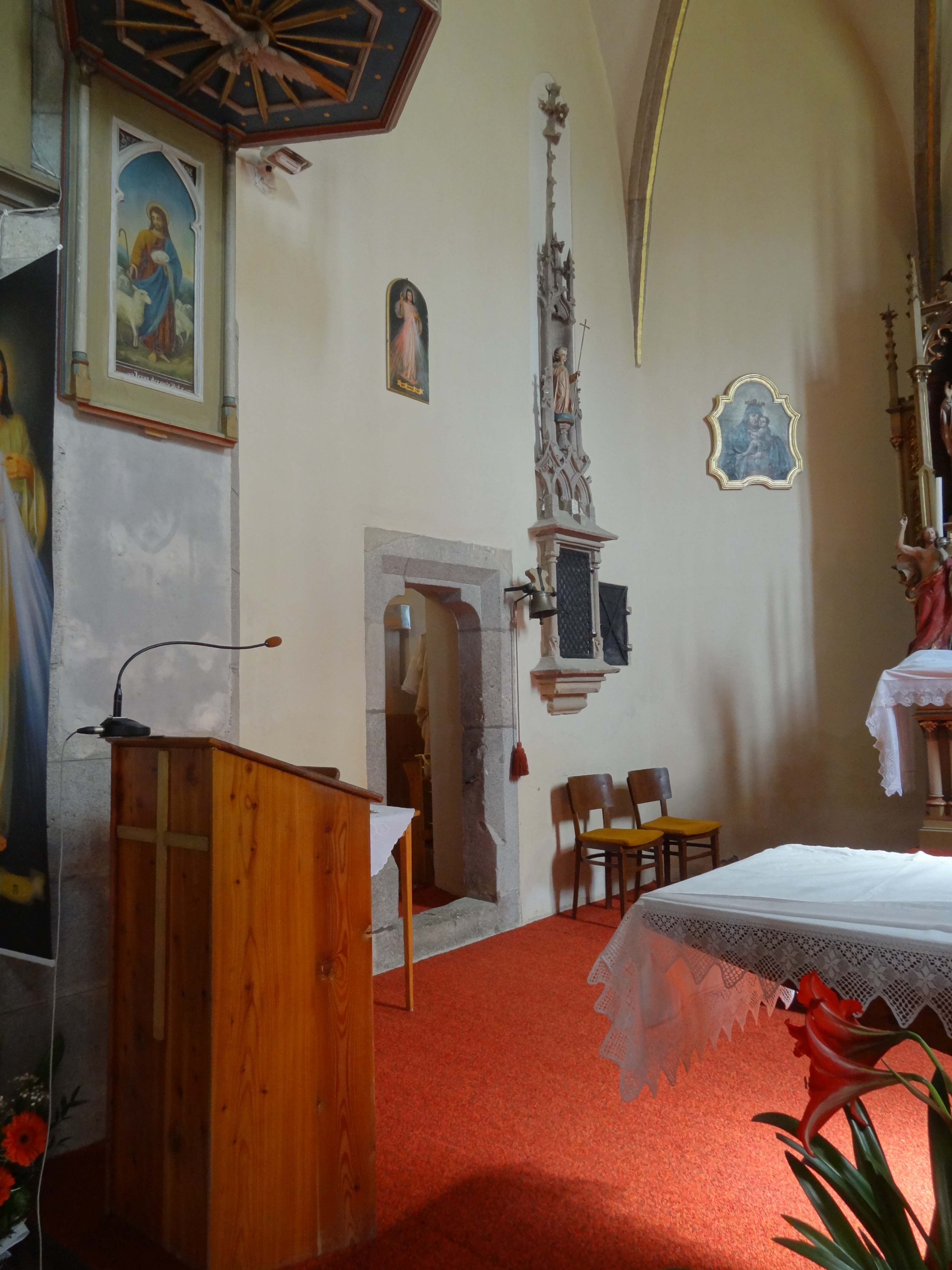
Pastoforium
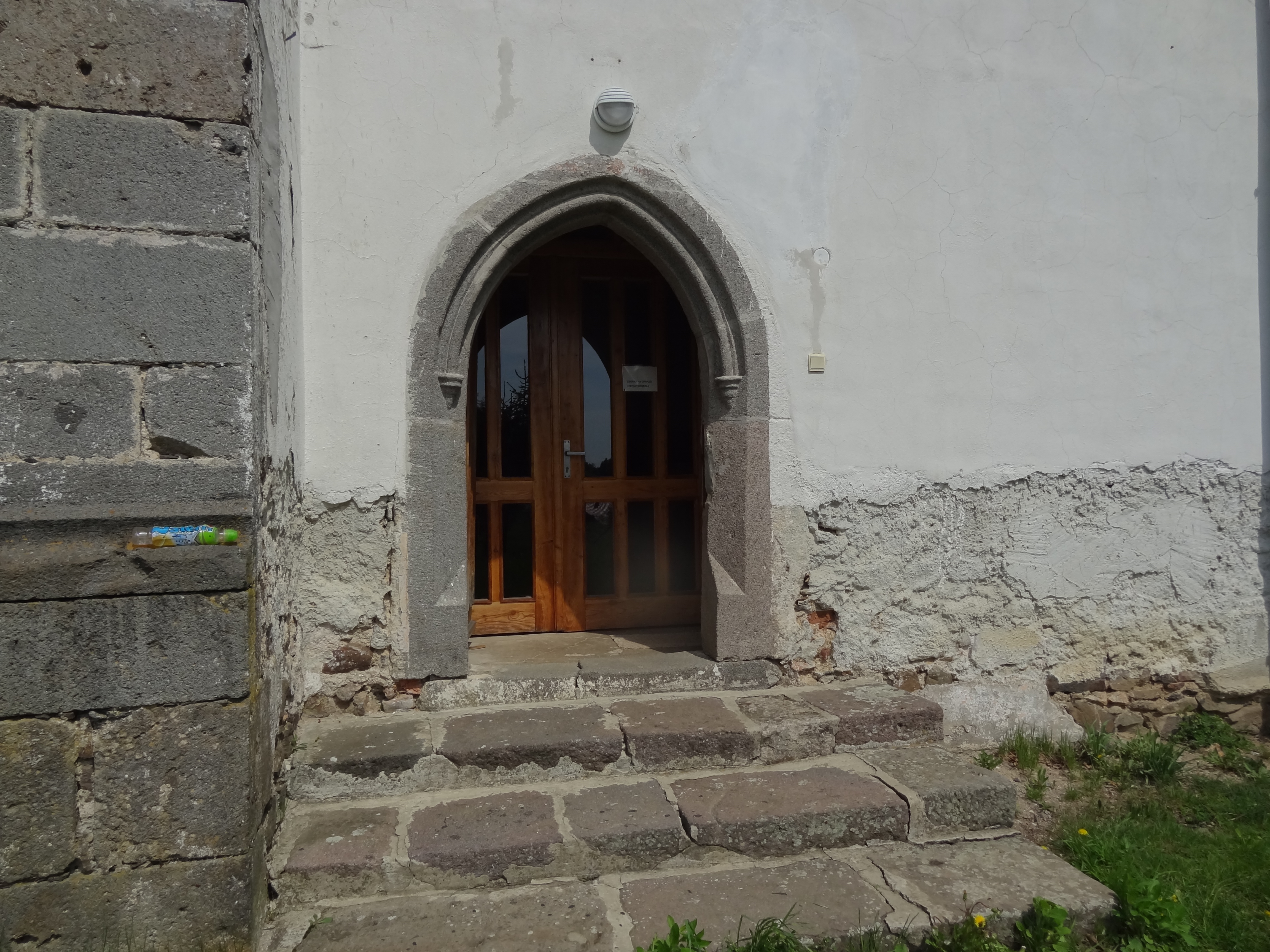
Hlavní vstup
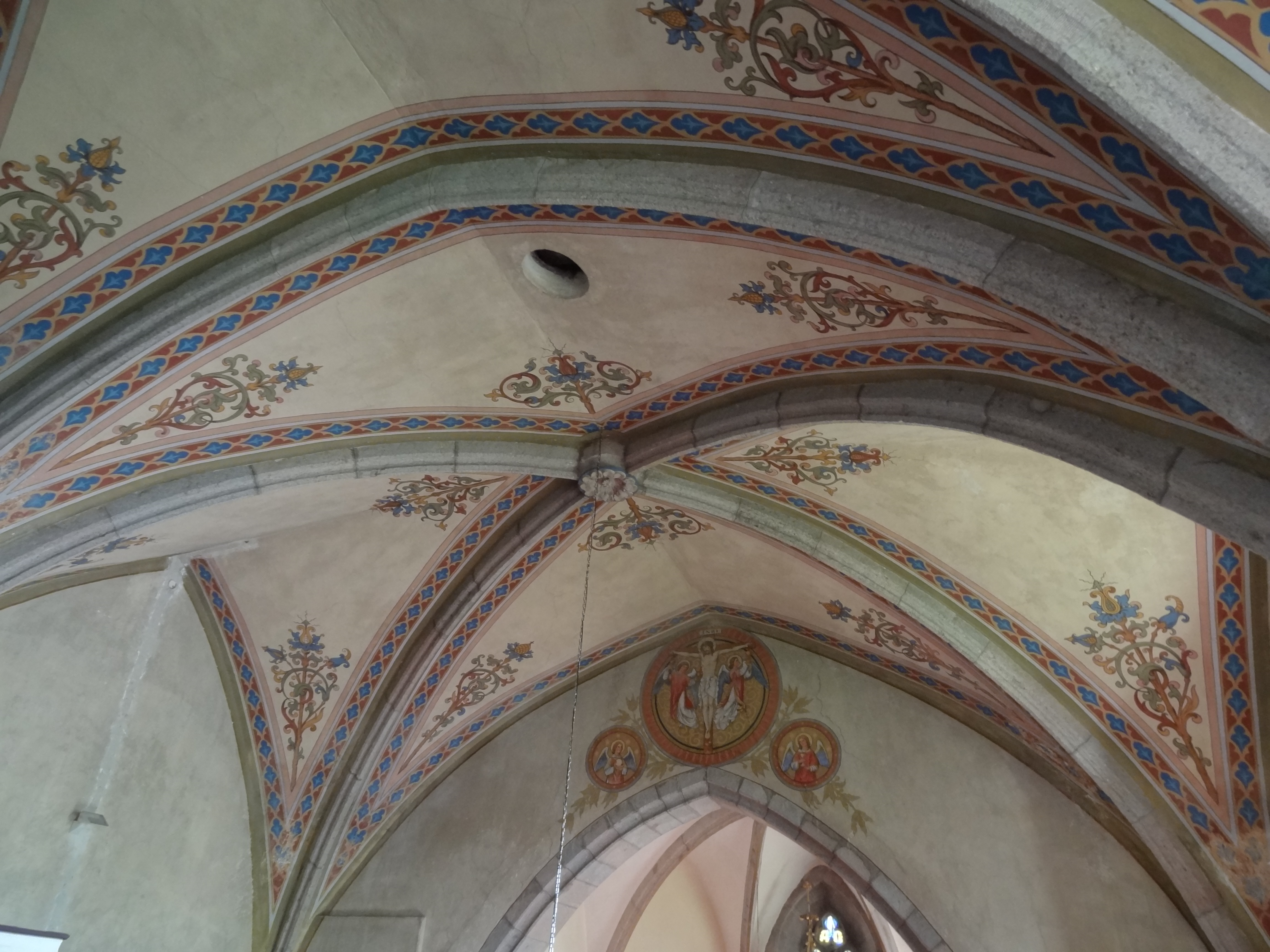
Křížová klenba